# Amyttacta marakelensis
Amyttacta marakelensis är en insektsart som beskrevs av Naskrecki, Bazelet och Spearman 2008. Amyttacta marakelensis ingår i släktet Amyttacta och familjen vårtbitare. Inga underarter finns listade i Catalogue of Life.